# Острови Аврори

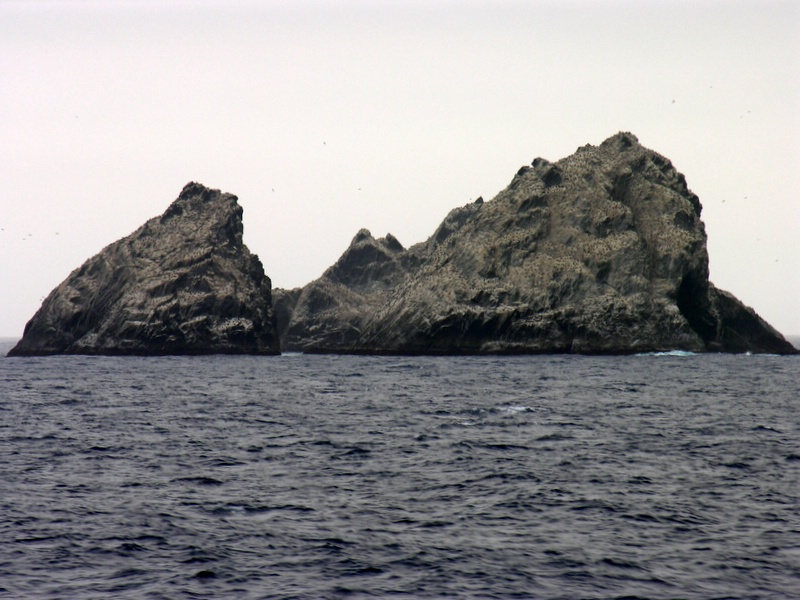
Скелі Крок. Існує гіпотеза, що ці скелі помилково приймали за острови Аврора

Острови Аврора — фантомні острови в Південній Атлантиці на північний захід від Фолклендських островів. Відкрито в 1762 році. З 1794 до 1870-х років відзначалися на географічних картах з координатами 52° 37' південної широти і 47° 49' західної довготи. Останнє повідомлення про острови датоване 1856 роком. Пізніше острови виявлені не були.
Невідомо чи існували насправді ці острови. Можливо, ці острови затонули або були атмосферними явищами, оптичними ілюзіями або айсбергами. Також існує гіпотеза, що за острови Аврора помилково приймали скелі Крок.

## Історія відкриття
- 1762 — іспанський корабель «Аврора», що плив з Ліми в Кадіс, виявив групу з трьох островів на півдорозі до Південної Георгії і на південний схід від Фолклендських островів. Острови отримали назву на честь корабля.
- 1769 — іспанський корабель «Сан-Мігель» зафіксував місце розташування островів на 52° 37' пд. ш. і 47° 49' зх. д.
- 1774 — офіцери корабля «Аврора» повідомили, що бачили острови знову.
- 1779 — бриг «Перлина» підтвердив існування островів.
- 1790 — корабель «Принцеса», що належить Королівській Філіппінський компанії, під командуванням капітана Мануеля де Оярвідо пройшов між цих островів. Також поруч з островами пройшло судно «Долорес».
- 21-27 січня 1794 — іспанський корвет «Атревіда» (Atrevida) під командуванням капітана Ж. де Бустаменте досліджував острова.
- 27 січня 1820 — дослідник Антарктики Джеймс Уедделла обстежив вказаний район, але не виявив ознак суші.
- 1822 — екіпаж судна «Оса» на чолі з Бенджаміном Моррел, а також екіпаж американської шхуни «Генрі» (капітан Джонсон) безуспішно шукали острова в зазначеному районі.
- 1856 — капітан судна «Хелен Бейрд» був останнім, хто згадав про острови Аврора в судновому журналі. Координати островів були визначені як 52° 41 пд. ш. і 48° 22' зх. д.

## Опис островів
У 1794 році острови Аврора були досліджені іспанським корветом «Атревідо» під командуванням капітана Ж. де Бустаменте. Згідно з записами Бустаменте, островів три:
- Центральний острів — найбільший острів групи. Має вершину, схожу за своїми контурами на намет. З південного боку він білий від снігу, а з північної — темний. Координати 53° 2' 40" пд.ш. і 47° 55' 15" з.д.
- Північний острів — пік меншого розміру, також вкритий снігом. Координати 52° 37 '24 «пд.ш. і 47° 43' 15» з.д.
- Південний острів — велика скеля у формі сідла, зовні схожа на айсберг. Координати 53° 15' 22" пд.ш. і 47° 57' 15" з.д.

У 1856 році капітан судна «Хелен Бейрд» описав острова Аврора. Згідно з записом у судновому журналі, островів було п'ять, а не три. Острови були покриті снігом і простягалися на 20-25 миль.

## Острови в літературі
- У повісті Аллана Едгара По «Повість про пригоди Артура Гордона Піма» («The Narrative of Arthur Gordon Pym of Nantucket», 1838) розповідається про безуспішний пошук островів Аврора.
- У романі Барбари Ходжсон «Острів Іполіта» («Hippolyte's Island», 2001) головний герой знову відкриває острови Аврора.

## Легенди про острови
- Серед матросів, які огинали мис Горн, існувала легенда про те, що іспанський галеон, повний скарбів, був викинутий на один з островів Аврора і що ці скарби можна врятувати. На думку Р. Рамсея, джерелом легенди міг послужити випадок з іспанським судном «Сан-Тельмо», який в 1819 році зник разом з усією командою у Південних Шетландських островів.